# Ryvangs Allé
Ryvangs Allé er en 1½-2 km lang allé på Ydre Østerbro. Den begynder som en sidegade til Strandvejen ved Svanemøllen Station, og den fortsætter mod nordvest parallelt med Kystbanens spor til Hellerup Station.
Alleen blev navngivet i 1904 efter Ryvangen. Navnet gjaldt oprindeligt kun delen i Københavns Kommune. Stykket mellem Callisensvej og Hellerupvej hed til 1921 (Hellerup) Stationsvej, og fra 1921 til 1928 hed det Posthusvej.
Ryvangs Allé udgør den vestlige grænse for Ryvangskvarteret. Dets andre grænser er Strandvejen og Tuborgvej.

## Svanemøllens Kaserne
I 1893 fik militæret overdraget hele den del af området Ryvangen, som lå vest for jernbanesporene, hvor nu bl.a. Svanemøllens Kaserne ligger.
Vest for Ryvangs Allé ligger Svanemøllens Kaserne på ca. 110 hektar. På alle sider er den omgivet af jernbanelinjer. Arealet kaldes også Vognmandsmarken. Det var ingeniørtropperne, der først holdt til her. Efter opførelsen af kasernen blev Vognmandsmarken kaldt Ingeniørmarken, Ingeniørfælleden eller i daglig tale, blot ”Nøren”. Kasernebygningerne i nationalromantisk stil blev opført i 1895-1896. Arkitekten var Caspar Leuning Borch.
Først i 1940'erne blev Hærens Gymnastikskole opført på arealet. Hærens Gymnastikskole er en korsformet og funktionalistisk bygning. Her lå også ”Københavns Danseinstitut”.
Svanemøllens Kaserne – eller Ingeniørkasernen – var overtaget af den tyske værnemagt under besættelsen 1940-1945. Anlægget fremtræder i dag stort set som da det blev opført og huser nu Forsvarsakademiet.

## Ryvangskvarteret
På området øst for jernbanen og Ryvangs Allé blev der opført store herskabsvillaer for at beholde velhavende borgere i København. Det lykkedes: kvarteret var et af byens mest mondæne omkring århundredeskiftet. Her boede malerne J.F. Willumsen (Strandagervej 28) og Johan Rohde (Norgesmindevej 16), hvor de opførte særdeles interessante boliger. Også skuespilleren Dirch Passer har boet i kvarteret.
I 1950'ernes vejvisere findes det bedste borgerskab i ejendommene: en skibsmægler, en modehandler, en højesteretssagfører og flere civilingeniører og grosserere havde adresse på Ryvangs Allé.
Endnu i dag findes mange smukke arkitekttegnede villaer.

## Nævneværdige bygninger i gaden
- Nr. 6: Det sekskantede hus med bindingsværk er tegnet af arkitekt Anton Rosen, opført 1906-07 for for direktør Magnussen og udvidet af Johannes Strøm Tejsen 1924-26.
- Nr. 10 (tidl. nr. 6): Villa fra 1912 af Johannes Magdahl Nielsen.
- Nr. 14-16: Tjekkiets ambassade.[3]
- Nr. 20: Nybarok villa fra 1915, tegnet af Albert Oppenheim.
- Nr. 22: Villa Ryborg i nationalromantik med bindingsværk (1908-10 og 1936 af Jens Ingwersen). Her opførte og beboede kammersanger Vilhelm Herold huset. I 1950'erne var det beboet af J. Ricardo Siri, den argentinske gesandt.
- Nr. 24: Villa i engelsk-inspireret nybarok fra 1918 og den brasilianske ambassade. Har ligget her i over 60 år.
- Nr. 26: Nybarok villa fra 1916, ligeledes af Albert Oppenheim (nu totalt ombygget).
- Nr. 48: Villa fra 1938 af Svend Albinus.
- Nr. 50: (også Norgesmindevej 31). Villa fra 1912 af Povl Baumann i palæstil. Her lå tidligere det schweiziske gesandtskab/ambassade.
- Nr. 62: Villa fra 1919 af Carl Petersen.
- Nr. 66: Villa fra 1918 af Johannes Strøm Tejsen.
- Nr. 74: Villa fra 1906, tidligere beboet af arkitekt Michael Varming.
- Nr. 78: Efter besættelsen lå her ”Kommissarius f. Konfiskation af tysk & japansk Ejendom”, samt ”Revisionsudvalget f. Tyske Betalinger”.
- Nr. 77: Her boede tidligere folk, der var tilknyttet stationen: De to oversignalmestre, stationsforstanderen og distriktschefen.
- Nr. 79: Hellerup Station (1864 af V.C.H. Wolf, perrontage og trappenedgange 1900, fredet)
- Nr. 81: Hellerup Posthus (1920-21 af Johannes Magdahl Nielsen)